# Özge Özder
Özge Özder, all'anagrafe Elif Özge Özder (Ankara, 1º aprile 1978), è un'attrice turca.

## Biografia
Nata nel 1978 ad Ankara (Turchia) da una famiglia di origine circassa da parte di madre, Özge Özder ha completato la scuola media e superiore presso l'Università privata Yükseliş della sua città natale e fu in quegli anni che iniziò ad interessarsi al teatro. Nel 1996 ha superato gli esami del conservatorio per poi iscriversi presso la Bilkent University, prima di continuare la sua formazione presso il conservatorio statale dell'Università di Hacettepe. Nel 2000 si è laureata presso il conservatorio statale di Ankara con una laurea in studi teatrali e ha iniziato la sua carriera professionale unendosi al teatro BKM e nel 2001 ha continuato la sua carriera sul palcoscenico.
Dal 2004 al 2006 ha fatto parte del cast fisso della serie Haziran Gecesi, nel ruolo di Lale. Dal 2007 al 2009 ha riscosso successo interpretando il ruolo della principessa Cavidan Meriçoglu nella serie Dudaktan Kalbe. Nonostante la sua carriera di successo in televisione e al cinema, ha continuato la sua carriera in teatro e nel 2005 si è unita al teatro cittadino di Istanbul. Nel 2009 e nel 2010 ha interpretato il ruolo di Aylin nella serie Ömre Bedel. Dal 2011 al 2014 è stata scelta per interpretare il ruolo di Emel nella serie Umutsuz Ev Kadınları. Nel 2016 ha vestito i panni di Adile Genstald Yarimcali nella serie Kehribar. Nel 2016 e nel 2017 ha fatto parte del cast della serie Umuda Kelepçe Vurulmaz, nel ruolo di Perihan, seguito nel 2017 da quello di Ruhsan Giray nella serie Rüya. Nel 2019 e nel 2020 ha ricoperto il ruolo di Kıvılcım Boysal nella serie televisiva medica Il dottor Alì (Mucize Doktor). Dal 2020 al 2022 ha accettato di interpretare il ruolo di Derya Samanli nella serie Sadakatsiz, seguito nel 2022 e nel 2023 da quello di Sara Kohen nella serie Gecenin Ucunda. Nel 2024 ha recitato nelle serie Yan Oda (nel ruolo di Sümer Toprak) e Kirli Sepeti (nel ruolo di Jülide Ersen).

## Vita privata
Nel 2007 ha sposato l'attore Tansel Öngel, dal quale ha divorziato nel 2010. Nel 2018 ha sposato il musicista Sinan Güleryüz, dal quale ha avuto una figlia, Eva Luna, nata l'11 febbraio 2021.

## Filmografia

### Cinema
- Sonbahar Kadınları, regia di Nihat Alanur (1998)
- Sınav, regia di Ömer Faruk Sorak (2006)
- Sıfır Dediğimde, regia di Gokhan Yorgancigil (2007)
- Başka Semtin Çocukları, regia di Aydın Bulut (2008)
- Türkan, regia di Cemal San (2011)
- Leydi Di, regia di Kamil Aydın (2024)

### Televisione
- Ferhunde Hanımlar – serie TV, 1 episodio (1996)
- Çifte Bela – serie TV, 1 episodio (2001)
- Yeditepe İstanbul – serie TV (2001)
- Dadı – serie TV, 3 episodi (2001-2002)
- Estağfurullah Yokuşu – serie TV, 3 episodi (2003)
- Hayat A.Ş. – serie TV, 3 episodi (2003)
- İyi Aile Robotu – serie TV (2004)
- Aşkın Mucizeleri – serie TV (2004)
- Uy Başuma Gelenler – serie TV (2004)
- Haziran Gecesi – serie TV, 62 episodi (2004-2006)
- Emret Komutanım – serie TV (2005)
- İyi ki Varsın – serie TV (2006)
- Dudaktan Kalbe – serie TV, 75 episodi (2007-2009)
- Ömre Bedel – serie TV, 71 episodi (2009-2010)
- Umutsuz Ev Kadınları – serie TV (2011-2014)
- Ulan İstanbul – serie TV, 2 episodi (2014)
- Kehribar – serie TV, 15 episodi (2016)
- Umuda Kelepçe Vurulmaz – serie TV, 15 episodi (2016-2017)
- Rüya – serie TV, 10 episodi (2017)
- Jet Sosyete – serie TV, 1 episodio (2019)
- Il dottor Alì (Mucize Doktor) – serie TV, 29 episodi (2019-2020)
- Sadakatsiz – serie TV, 60 episodi (2020-2022)
- Gecenin Ucunda – serie TV, 26 episodi (2022-2023)
- Yan Oda – serie TV, 3 episodi (2024)
- Kirli Sepeti – serie TV, 8 episodi (2024)
- Bir Zamanlar İstanbul – serie TV (2025)
- Tertemiz – serie TV (2025)

## Teatro
- Masal
- Cephede Piknik Yok di Fernando Arrabal, presso i teatri municipali di Bakırköy (2002)
- İki Kişilik Hırgür di Eugène Ionesco, presso i teatri municipali di Bakırköy (2002)
- Bahar Noktası di William Shakespeare, presso i teatri municipali di Bakırköy (2003)
- Barış Ormanında Yarış di Fikret Terzi, presso i teatri municipali di Bakırköy (2003)
- Klaksonlar Borazanlar Bırtlar di Dario Fo, presso i teatri municipali di Bakırköy (2004)
- Baba di August Strindberg, presso il teatro cittadino di Istanbul (2006)
- Düş Oyuncakları di William Shakespeare, presso il teatro cittadino di Istanbul (2006)
- Ceza Kanunu di Ahmet Nuri Sekizinci, presso il teatro cittadino di Istanbul (2007)
- Üç Kız Kardeş di Anton Çehov, presso il teatro cittadino di Istanbul (2008)
- Leonce ile Lena di Georg Büchner, presso il teatro cittadino di Istanbul (2008)
- Marat-Sade di Peter Weiss, presso il teatro cittadino di Istanbul (2010)
- Gizli Oturum di Jean-Paul Sartre, presso il teatro cittadino di Istanbul (2011)
- Oyun di Samuel Beckett, presso il teatro cittadino di Istanbul (2012)
- Matmazel Julie'den Esinti di August Strindberg, presso il teatro Talimhane (2012)
- Müziksiz Evin Konukları di Neil Simon, presso il Tiyatrokare (2013)
- Kes ve Kaç di Peter Horsler, presso il teatro cittadino di Istanbul (2014)
- On İkinci Gece di William Shakespeare, presso il teatro cittadino di Istanbul (2015)

## Discografia

### Singoli
- 2018 – Senle Ben (feat. Sinan Güleryüz)
- 2019 – Biz Bize (feat. Sinan Güleryüz)
- 2020 – Senle Ben (feat. Sinan Güleryüz e Alican Sandık) – Remix edition
- 2020 – Gidersen Eğer (feat. Sinan Güleryüz)
- 2021 – Gidersen Eğer (feat. Sinan Güleryüz e Alican Sandık) – Remix edition

## Doppiatrici italiane
Nelle versioni in italiano dei suoi film e delle sue serie TV, Özge Özder è stata doppiata da:
- Selvaggia Quattrini[26] ne Il dottor Alì[27]

## Riconoscimenti
- Sadri Alisik Theatre and Cinema Awards
  - 2018: Vincitrice come Miglior attrice in un musical o commedia